# Eric Wilson
Eric Hamilton Wilson (Ottawa, Ontario, 24 de novembre de 1940) és un escriptor canadenc en llengua anglesa, autor de llibres de ficció per a joves i adolescents. Les seves històries detectivesques narren les aventures de Tom i Liz Austen, dos germans adolescents que es veuen implicats en casos misteriosos que han de resoldre. Canadà té un paper important en tota l'obra de Wilson, ja que les novel·les estan ambientades a diferents parts del país, amb temes recurrents com la cultura o la mateixa història del Canadà. També hi són presents temes d'actualitat, com l'ecologisme, la protecció dels infants o l'abús de drogues, fomentant així la discussió de tota aquesta temàtica entre els joves lectors, alumnes de l'assignatura de literatura de centres escolars de primària i secundària, etc.
Wilson va cursar els estudis de Lletres a la Universitat de la Colúmbia Britànica, i va treballar molts anys de professor de primària i secundària en una escola pública a la ciutat de White Rock, a la província canadenca de Colúmbia Britànica. Fart de veure com alguns dels estudiants detestaven llegir els llibres de ficció que els eren assignats, perquè els trobaven avorrits, Wilson va decidir començar a escriure petites històries d'intriga que de seguida es van fer populars entre els seus alumnes, tot i que no van convèncer els editors als quals va presentar els cinc primers manuscrits. Amb el temps, però, la sèrie de novel·les curtes protagonitzades pels joves germans Austen aniria creixent en nombre i actualment compta amb més d'una vintena de títols publicats. Amb aquest conjunt d'obres destinada als lectors adolescents, Wilson ha guanyat diversos premis nacionals, com el Premi Crime Writers of Canada Chairman o el Premi Autor de l'Any (1993) de la Canadian Booksellers Association.

## Obres
- Murder on 'The Canadian' - 1976
- Vancouver Nightmare - 1978
- The Case of the Golden Boy - 1994
- Disneyland Hostage - 1982
- The Kootenay Kidnapper - 1984
- Vampires of Ottawa - 1984
- Spirit in the Rainforest - 1985
- The Green Gables Detective - 1988
- Code Red At the Supermall - 1989
- Cold Midnight in Old Quebec - 1989
- The Ice Diamond Quest - 1990
- The Prairie Dog Conspiracy - 1993
- The St. Andrews Werewolf - 1993
- The Inuk Mountie Adventure - 1996
- Escape from Big Muddy - 1997
- The Emily Carr Mystery - 2001
- The Ghost of Lunenburg Manor - 1982
- Terror in Winnipeg - 1979
- The Lost Treasure of Casa Loma - 1980
- Red River Ransom - 2006